# Cámara de eco
Una cámara de eco es un espacio hueco utilizado para producir eco, normalmente con el objetivo de realizar grabaciones. Por ejemplo, el productor de un programa de televisión o radio podrían querer producir la ilusión auditiva de que una conversación está teniendo lugar en una cueva. Este efecto podría lograrse reproduciendo la grabación de la conversación dentro de una cámara de eco, con un micrófono adicional que capturara el eco.
En música, el uso de efectos acústicos de eco y reverberación ha tomado muchas formas y se remonta a cientos de años atrás. La música sacra medieval y renacentista descansaba poderosamente en el conocimiento y uso, por parte de los compositores, del eco y de la reverberación naturales que se produce dentro de las iglesias y catedrales. Este primer conocimiento acústico fue utilizado para diseñar los teatros de ópera y las salas de conciertos de los siglos XVII, XVIII y XIX. Se trataba de estructuras que eran construidas deliberadamente para crear ecos internos que potenciaran y proyectaran el sonido desde el escenario, algo imprescindible en una época que desconocía la amplificación eléctrica.